# Evaro (Montana)
Evaro es un lugar designado por el censo ubicado en el condado de Missoula en el estado estadounidense de Montana. En el Censo de 2010 tenía una población de 322 habitantes y una densidad poblacional de 7,24 personas por km².

## Geografía
Evaro se encuentra ubicado en las coordenadas 47°4′26″N 114°1′34″O / 47.07389, -114.02611. Según la Oficina del Censo de los Estados Unidos, Evaro tiene una superficie total de 44.45 km², de la cual 44.43 km² corresponden a tierra firme y (0.03%) 0.02 km² es agua.

## Demografía
Según el censo de 2010, había 322 personas residiendo en Evaro. La densidad de población era de 7,24 hab./km². De los 322 habitantes, Evaro estaba compuesto por el 44.41% blancos, el 0.31% eran afroamericanos, el 45.34% eran amerindios, el 0.62% eran asiáticos, el 0% eran isleños del Pacífico, el 0% eran de otras razas y el 9.32% pertenecían a dos o más razas. Del total de la población el 5.9% eran hispanos o latinos de cualquier raza.